# Baldassare d'Este
Baldassare d'Este, ou Baldassare Estense (vers 1443 - après 1504), est un peintre de la Renaissance de la région de Ferrare.
Il correspond peut-être au peintre anonyme désigné sous le nom « Vicino da Ferrara ».

## Biographie
Baldassare d'Este est né à Reggio d'Émilie et serait un descendant illégitime de la maison d'Este. En effet, aucune mention du nom de son père ne figure dans les registres contemporains, alors qu'il s'appelait « Estensis » et qu'il recevait une promotion et des récompenses inhabituelles de la part des ducs de Ferrare.
Baldarre d'Este est un élève de Cosmè Tura et a également fabriqué des médailles. En 1469, il peint le portrait de Borso Ier et reçoit l'ordre de le présenter en personne au duc de Milan Galéas Marie Sforza. De 1471 à 1504, il est fonctionnaire salarié à la cour de Ferrare et réside d'abord au Castel Nuovo pour lequel il peint une toile aujourd'hui perdue, puis au Castel Tedaldo, dont il est le gouverneur. En 1483, il peint le portrait du poète Tito Strozzi, plus tard dans la collection Costabili à Ferrare. Son testament, daté de 1500, se trouve dans les archives de Ferrare, mais la date exacte de sa mort est inconnue.
L'historien d'art Roberto Longhi a émis l'hypothèse que Baldassare d'Este soit également le maître anonyme qu'il a désigné sous l'appellation de convention « Vicino da Ferrara ».

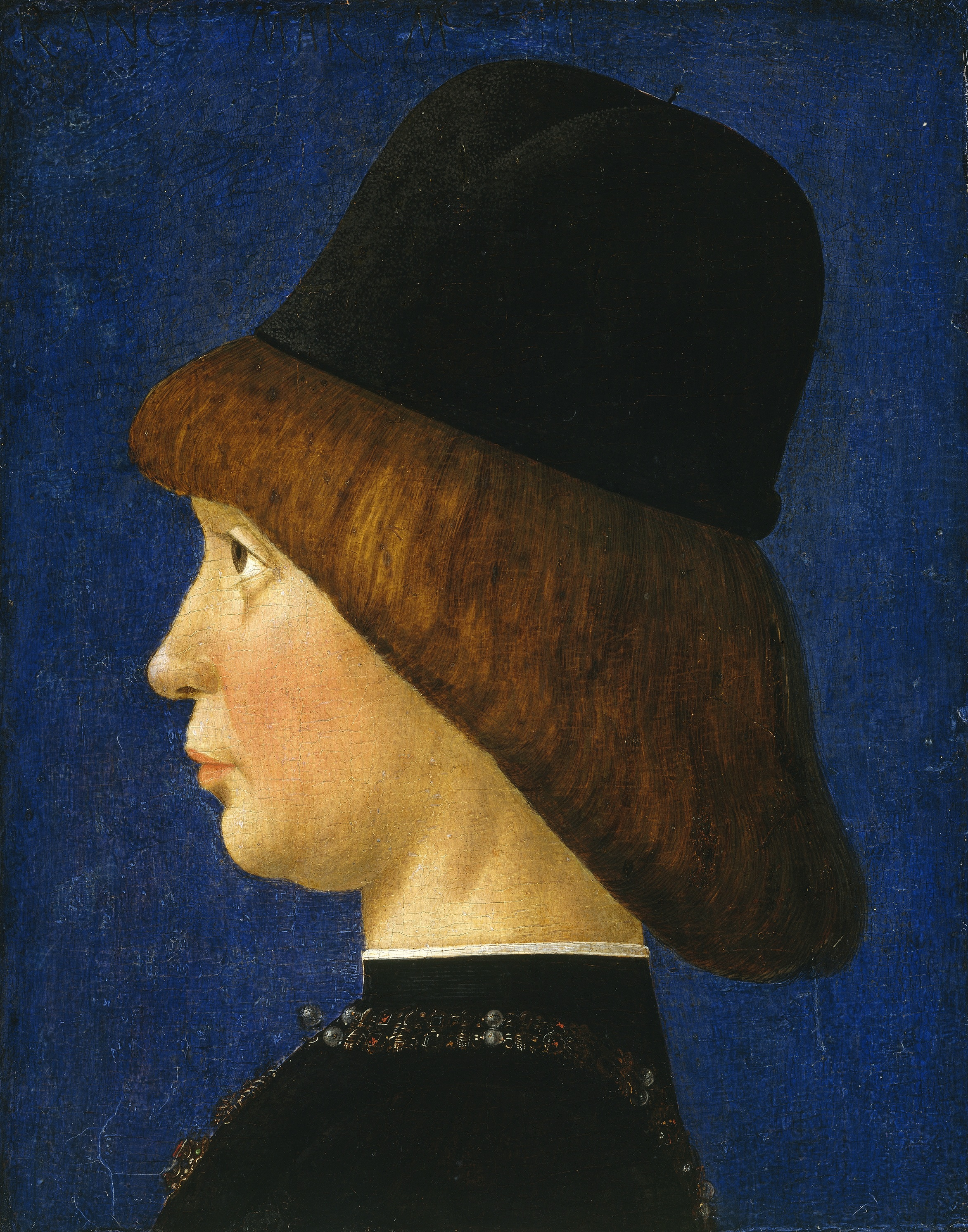
François II Gonzague, marquis de Mantoue, vers 1474-1480 (National Gallery of Art, Washington).
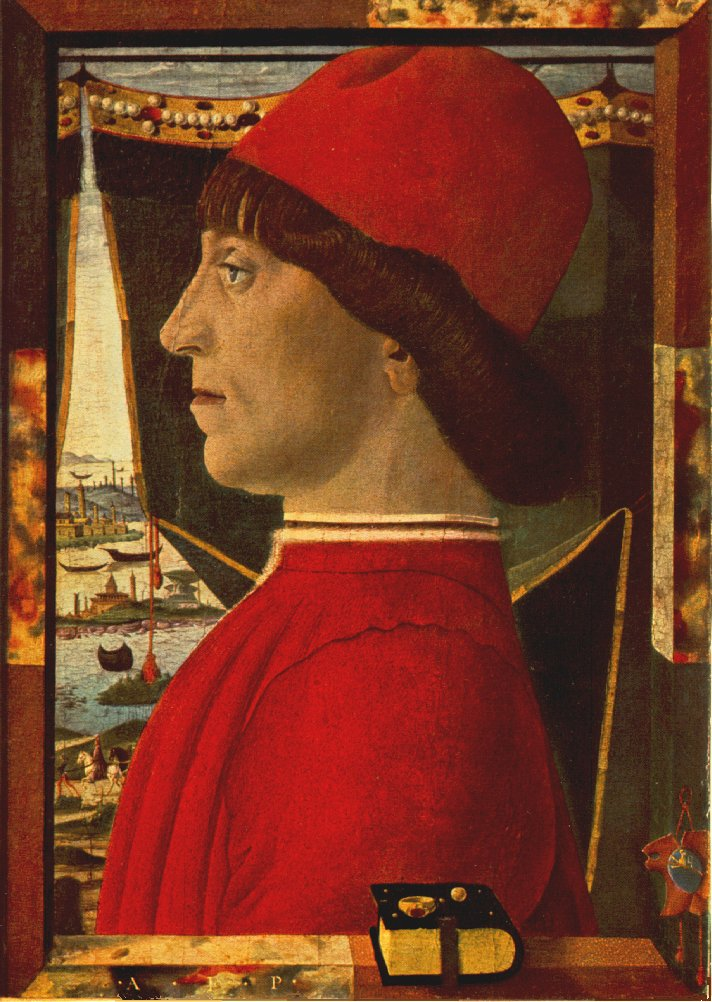
Portrait d'un jeune homme (Museo Correr, Venise).
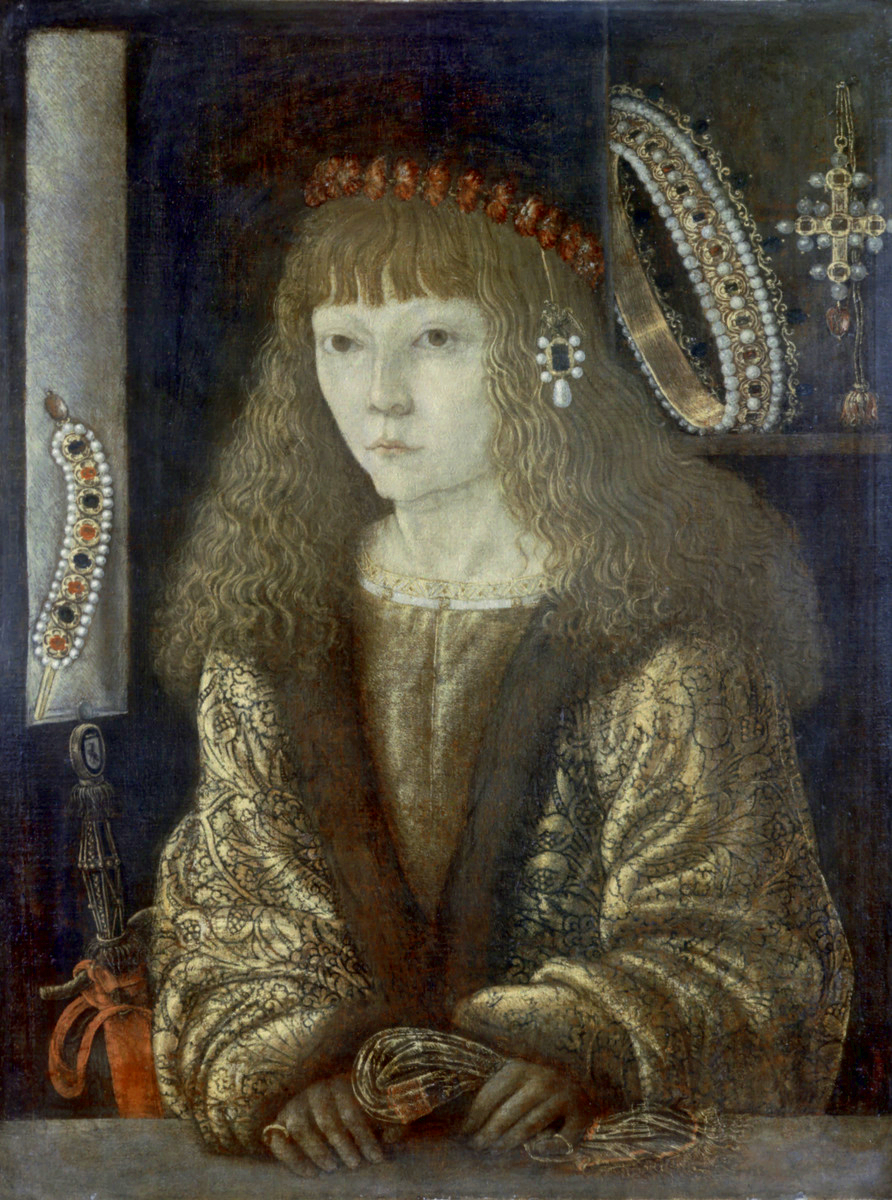
Jean Corvin, 1486 (Alte Pinakothek, Munich).